# Barcellona-Andorra
La Barcellona-Andorra era una gara in linea del panorama ciclistico spagnolo; si corse con continuità dal 1964 al 1972 e poi venne ripresa per un'ultima e unica edizione nel 1986, solamente l'italiano Italo Zilioli riucì ad imporsi per più di una volta.
Dal 1969 al 1972 la Barcellona-Andorra divenne una tappa, disputata sul medesimo tracciato, corsa all'interno della Setmana Catalana de Ciclisme e prese la denominazione di Trofeo Les Valls.

## Albo d'Oro
Aggiornato all'edizione 1986.
| Anno | Vincitore          | Secondo                   | Terzo                     |
| ---- | ------------------ | ------------------------- | ------------------------- |
| 1964 | Primo Nardello     | Julio Jiménez Muñoz       | Carlos Echeverría Zudaire |
| 1965 | Jaume Alomar       | Juan Sánchez Camero       | Salvador Luis Rosa Gómez  |
| 1966 | Ramón Sáez Marzo   | Sebastián Elorza Uria     | José Suria Cutrina        |
| 1967 | José Pérez Francés | Valentín Uriona           | Julio Jiménez Muñoz       |
| 1968 | Domingo Perurena   | José Antonio Momeñe Campo | Luis Ocaña Pernia         |
| 1969 | Guido Reybrouck    | Dino Zandegù              | Jan Janssen               |
| 1970 | Italo Zilioli      | Agustín Tamames Iglesias  | Raymond Poulidor          |
| 1971 | Italo Zilioli      | Leif Mortensen            | Luis Ocaña Pernia         |
| 1972 | Raymond Delisle    | Raymond Poulidor          | Miguel María Lasa         |
| 1986 | Peter Hilse        | José Recio Ariza          | Mariano Sánchez Martínez  |